# Wicked Pictures
Wicked Pictures − amerykańska wytwórnia filmów pornograficznych założona 1 marca 1993 w Canoga Park. Krótko potem wytwórnia podpisała kontrakt na wyłączność z Chasey Lain.

## Dziewczyny Wicked Pictures
- Jessica Drake (od 2003)
- Chasey Lain (1993-1995)
- Jenna Jameson (1995-2000)
- Serenity (1997-1999)
- Stephanie Swift (1997-2002)
- Temptress (2000-2005)
- Sydnee Steele (2001-2003)
- Julia Ann (2001-2004, 2006-2007)
- Keri Sable (2005)
- Carmen Hart (2005-2007)
- Kirsten Price (2005-2012)
- Mikayla Mendez (2008-2009)
- Lupe Fuentes (2010-2011)
- Alektra Blue (2008-2013)
- Kaylani Lei (2003-2005, 2007-2015)
- Samantha Saint (2012-2015)
- Asa Akira (2013-2018)
- Stormy Daniels (2002-2018)

## Nagrody
- 1994: AVN Award - Najlepszy film pełnometrażowy wideo - Haunted Nights (1993)[2]
- 1996: AVN Award - Najlepszy film - Blue Movie (1995)[2]
- 2002: AVN Award - Najlepszy film pełnometrażowy wideo - Euphoria (2001)[2]
- 2003: AVN Award - Najlepsze DVD - Euphoria (2001)[2]
- 2004: AVN Award - Najlepszy film pełnometrażowy wideo - Beautiful (2003)[2]
- 2007: AVN Award - Najlepszy film - Manhunters (2006)[2]
- 2008: AVN Award - Najlepsza seksowna komedia Operation: Desert Stormy (2007)[3]
- 2010: XBIZ Award - Nagroda widzów: Studio porno roku[4]
- 2011: XBIZ Award - Najlepszy film pełnometrażowy - Speed (2010)[4]
- 2012: AVN Award - Najlepsze wydanie edukacyjne - JDGTWS: Fellatio (2010)[5]
- 2012: AVN Award - Najlepsza indywidualna kampania marketingowa - The Rocki Whore Picture Show A Hardcore Parody (2011)[5]
- 2012: AVN Award - Najlepsza charakteryzacja (Melissa Makeup, Shelby Stevens) - The Rocki Whore Picture Show A Hardcore Parody (2011)[5]
- 2012: AVN Award - Najlepszy scenariusz parodii - The Rocki Whore Picture Show A Hardcore Parody (2011)[5]
- 2012: AVN Award - Najlepszy kierunek artystyczny - The Rocki Whore Picture Show A Hardcore Parody (2011)[5]
- 2012: AVN Award - Najlepszy reżyser parodii (Brad Armstrong) - The Rocki Whore Picture Show A Hardcore Parody (2011)[5]
- 2012: AVN Award - Najlepsza parodia / komedia - The Rocki Whore Picture Show A Hardcore Parody (2011)[5]
- 2012: AVN Award - Najlepsza edycja (Scott Allen) - The Rocki Whore Picture Show A Hardcore Parody (2011)[5]
- 2012: AVN Award - Najlepsze dodatki DVD - The Rocki Whore Picture Show A Hardcore Parody (2011)[5]
- 2012: AVN Award - Najlepsze efekty specjalne - Horizon (2011)[5]
- 2012: Xbiz Award - Najlepszy kierunek artystyczny - Black Casting Couch #2 (2011)[5]
- 2012: Xbiz Award - Specjalne wydanie roku - JDGTWS: Anal (2011)[5]
- 2012: Xbiz Award - Całkowicie czarna premiera roku - A Touch Of Seduction (2011)[5]
- 2013: Xbiz Award - Najlepsza taśma z gwiazdami - Octomom Home Alone (2012)[6]
- 2013: XBIZ Award - Parodii roku - dramat Inglorious Bitches (2012)[7]
- 2013: XBIZ Award - Realizacja roku samych dziewczyn Girls With Girls (2012)[7]
- 2014: XBIZ Award - Feature Movie of the Year (Underworld)[8]
- 2014: XBIZ Award - Najlepsze zdjęcia - Underworld (2013)[8]
- 2014: XBIZ Award - Najlepszy kierunek artystyczny - Underworld (2013)[8]
- 2014: XBIZ Award - Najlepsze efekty specjalne - Underworld (2013)[8]
- 2014: XBIZ Award - Najlepsza edycja - Underworld (2013)[8]
- 2015: XBIZ Award - Parodii roku - dramat - Cinderella XXX: An Axel Braun Parody (2014)[9]
- 2015: XBIZ Award - Specjalna realizacja roku - Jessica Drake's Guide to Wicked Sex: Plus Size (2014)[9]
- 2016: XBIZ Award - Parodia Roku - Batman v. Superman XXX: An Axel Braun Parody (2015)[10]